# Jan Albert
Jan Albert, född 16 februari 1956, är en svensk överläkare och professor i mikrobiologi och smittskydd vid Karolinska Institutet. Stor del av Alberts forskning har kretsat kring HIV, sedan han fick sin läkarexamen under 1980-talet. 2014 fick han utmärkelse från HIV-Sverige för sin forskning.

## Karriär
Albert utexaminerades som läkare vid Karolinska Institutet 1983. Han avslutade sin  specialiseringstjänstgöring på Folkhälsomyndigheten 1985, och som del av tjänstgöringen var han med och började undersöka HIV och Aids. 19 maj 2014 fick Albert en utmärkelse från HIV-Sverige för sin forskning om HIV, och i synnerhet för att genom rapporten ”Smittsamhet vid behandlad hivinfektion” ha "bevisat att personer som har en välinställd behandling inte överför hiv."
1990 mottog han sin doktorsgrad vid samma lärosäte, och blev därefter en specialist på klinisk virologi. 1992 blev han docent vid Karolinska institutet, och 2006 fick han en full professur i smittskydd vid Karolinska institutet.
Albert har bland annat fokuserat på HIV och enterovirus i sin forskning, och särskilt hur dessa sprids, kringgår immunitet, blir motståndskraftigt och orsakar livslånga infektioner.. Totalt har han deltagit i arbetet med mer än 200 vetenskapliga artiklar.